# Свети Севастијан Џексонски
Свети Севастијан Џексонски (световно Јован Дабовић; Сан Франциско, 9. јун 1863 — Манастир Жича, 30. новембар 1940) први је српски православни монах рођен на тлу Северне Америке. Он је новоканонизовани српски светитељ.

## Животопис
Рођен је 9. јула 1863. године у Сан Франциску, као дете српских досељеника из Рисна. На крштењу је добио име Јован. Замонашен је у току школовања у Русији и рукоположен у чин јерођакона 1887. године, у чин јеромонаха 16. августа 1892. Постављен је за мисионара у Калифорнији и држави Вашингтон. Постоји мишљење да је крстио више људи од било ког свештеника западне хемисфере. Свети Николај (Велимировић), који је био Севастијанов велики пријатељ, назвао га је “највећим српским мисионаром модерних времена”.
Дана 11. јануара 1894. године започео је подизање прве Српске цркве (посвећене Светом Сави) на америчком континенту у Џексону. Заслужан је за оснивање више српских цркава у Сједињеним Америчким Државама.
Тесла је у САД одржавао везе са СПЦ и то од тренутка када на амерички континент долази архимандрит Дабовић, први спрски мисионар у САД, кога је и материјално помагао.
Упокојио се 30. новембра 1940. године у манастиру Жичи, у чијој је порти и сахрањен. Његови посмртни остаци пренети су 2007. године у Џексон.
Српска православна црква канонизовала га је на Светом Сабору 30. маја 2015. године у Београду.
Додељен му је Орден Светог Саве и Орден књаза Данила I.